# Hiệp hội Phát triển Lào
Hiệp hội Phát triển Lào (tiếng Lào: ສະມາຄົມພັດທະນາລາວ) là cựu đảng phái chính trị ở Lào trước năm 1975.

## Lịch sử
Đảng này khởi đầu với tên gọi Khối miền Nam, một nhóm bảo thủ dưới sự lãnh đạo của Leuam Insisiengmai và Boun Oum, và giành được 15 ghế trong cuộc bầu cử năm 1965, nổi lên là đảng lớn nhất. Khi ở trong quốc hội, đảng này đã trở thành nòng cốt của Nhóm Ba mươi ba. Chính nhóm này đã giúp bỏ phiếu bãi bỏ ngân sách năm 1966, dẫn tới các cuộc bầu cử sớm hơn vào năm 1967. Sau bầu cử, đảng được đổi tên thành Hiệp hội Phát triển Lào. Về sau đảng bị đánh bại nặng nề trong cuộc bầu cử năm 1972.